# Jordan Petaia

a Compétitions nationales et continentales officielles uniquement.

b Matchs officiels uniquement.
Dernière mise à jour le 29 janvier 2022.
Jordan Petaia, né le 14 mars 2000 à Werribee (Australie), est un joueur de rugby à XV international australien évoluant principalement aux postes d'ailier ou de centre. Il évolue avec la franchise des Queensland Reds en Super Rugby depuis 2018.

## Biographie
Jordan Petaia est né à Werribee dans l'État de Victoria, mais grandit à Brisbane dans le Queensland. Dans sa jeunesse, il joue d'abord au rugby à XIII avant de passer au XV à son entrée au lycée. Il est éduqué au lycée de Brisbane State HS, avec qui il joue en équipe première en 2016 et 2017. En 2017, il joue également avec la sélection scolaire australienne (en),. 
Il commence sa carrière en 2017 avec le club de Wests Rugby, qui dispute le Queensland Premier Rugby (championnat amateur de la région du Queensland). Il est également recruté par les Queensland Reds pour jouer avec les équipes jeunes de la province.
Impressionnant lors de ses premiers matchs avec West Rugby, il est directement appelé par l’entraîneur des Reds Brad Thorn pour s’entraîner avec le groupe senior, et disputer les matchs amicaux de pré-saisons, bien qu'il ne soit pas encore majeur. Il fait ensuite partie du groupe élargi de la franchise pour la saison 2017 de Super Rugby, et il fait ses débuts professionnels en tant que remplaçant le 7 avril 2018 contre les Brumbies. Il est alors seulement âgé de 18 ans et 24 jours, et devient le plus jeune joueur à débuter en Super Rugby. Il connait sa première titularisation à l'aile le 28 avril 2018 contre les Lions, avant de jouer son premier match au poste de second centre le 6 juillet 2018 face aux Melbourne Rebels,. Pour sa première saison, il joue un total de onze matchs et inscrit deux essais.
Au cours de la saison 2018 de Super Rugby, il joue avec l'équipe d'Australie des moins de 20 ans lors du championnat du monde junior 2018 en France.
Il est sélectionné pour la première fois avec les Wallabies en août 2018, dans le cadre du Rugby Championship, par le sélectionneur Michael Cheika. Considéré comme un joueur à très haut potentiel, il est alors présent dans le groupe afin de gagner en expérience et apprendre aux contact de joueurs expérimenté, et ne joue aucun match lors de la compétition,. Il reste cependant dans le groupe australien pour disputer la tournée de novembre en Europe, et il est nommé sur la feuille de match pour le match contre l'Italie le 17 novembre 2018, mais il est finalement obligé de déclarer forfait en raison d'une blessure aux ischio-jambiers,.
Plus tard en 2018, il rejoint également l'effectif de Queensland Country pour disputer le NRC. Avec cette équipe, il échoue en finale de la compétition après une défaite contre les Fijian Drua. D'un point de vue personnel, il se distingue dès sa première saison en marquant onze essais en neuf rencontres (toutes jouées au poste de deuxième centre, hormis un match à l'arrière). Il prolonge ensuite son contrat avec les Reds et Queensland Country pour quatre années supplémentaires.
Lors de la saison 2019 de Super Rugby, il se blesse au pied au bout de deux rencontres, lui faisant manquer le reste de la saison, et voit alors ses chances de disputer la Coupe du monde 2019 mises en danger. Après une opération, il fait son retour à la compétition au mois de juin avec West Rugby en Queensland PR,. En raison de sa blessure, il manque le championnat du monde junior 2019.
En août 2019, malgré le fait qu'il n'ai pas joué à haut niveau depuis le mois de mars, et qu'il n'ai encore jamais porté le maillot des Wallabies, il est sélectionné dans le groupe australien pour disputer la Coupe du monde au Japon, étant alors préféré à des joueurs comme Jack Maddocks, Tom Banks ou Henry Speight,. Il obtient sa première cape internationale au cours de la compétition, le 5 octobre 2019 contre l'équipe d'Uruguay à Ōita, marquant à cette occasion son premier essai au niveau international,. Il dispute un total de trois matchs (tous comme titulaire) lors de cette coupe du monde, dont le quart de finale perdu face à l'Angleterre.
En 2020, il est finaliste du Super Rugby AU avec les Reds, après une défaite en finale face aux Brumbies. L'année suivante, à l'issue d'une finale identique, son équipe s'impose et remporte la compétition.

## Palmarès
- Vainqueur du Super Rugby AU en 2021 avec les Queensland Reds.
- Finaliste du Super Rugby AU en 2020 avec les Queensland Reds.
- Finaliste de NRC en 2018 avec Queensland Country

## Statistiques
Au 29 octobre 2023, Jordan Petaia compte 31 capes en équipe d'Australie, dont 20 en tant que titulaire, depuis le 5 octobre 2019 contre l'équipe d'Uruguay à Ōita.
Il participe à deux éditions du Rugby Championship, en 2020 et 2021. Il dispute neuf rencontres dans cette compétition.